# Cryptophaea vietnamensis
Cryptophaea vietnamensis är en trollsländeart som först beskrevs av Van Tol och Frank G. Rozendaal 1995.  Cryptophaea vietnamensis ingår i släktet Cryptophaea och familjen Euphaeidae. IUCN kategoriserar arten globalt som livskraftig. Inga underarter finns listade i Catalogue of Life.